# Eponina nigristernis
Eponina nigristernis är en skalbaggsart som först beskrevs av Martins och Maria Helena M. Galileo 1985.  Eponina nigristernis ingår i släktet Eponina och familjen långhorningar. Inga underarter finns listade i Catalogue of Life.